# 下柴开遗址
下柴开遗址，位于中国青海省都兰县香日德乡下柴开村，为第三批青海省文物保护单位，公布日期为1959年3月16日，类型为古遗址。
下柴开遗址的历史年代为诺木洪文化。